# Jarno Westerman
Jarno Westerman (Dedemsvaart, 8 juni 2002) is een Nederlands voetballer die doorgaans speelt als rechtsbuiten. In juli 2025 verruilde hij DVC Dedemsvaart voor SV Urk. 

## Clubcarrière
Westerman speelde in de jeugd van JVC Dedemsvaart en maakte in 2013 de overstap naar PEC Zwolle. Bij PEC Zwolle ging hij in de zomer van 2019 meetrainen met het eerste elftal. Tijdens de openingswedstrijd van het nieuwe Eredivisieseizoen maakte hij zijn professionele debuut, tegen Willem II. Door een treffer van Lennart Thy kwam PEC nog op voorsprong, maar door twee doelpunten van Vangelis Pavlidis en een eigen treffer van Clint Leemans won Willem II met 1–3. Westerman mocht van coach John Stegeman vier minuten voor tijd invallen voor Etiënne Reijnen. Hij kreeg ook een gele kaart van scheidsrechter Jeroen Manschot; dit was de eerste van het seizoen 2019/20 in de Eredivisie.
In de zomer van 2022 vertrok hij transfervrij naar IJsselmeervogels. Nog voor de winterstop van zijn eerste seizoen werd een vertrek naar DVS '33 aangekondigd voor het einde van de jaargang. In januari 2023 kwamen de partijen overeen de overgang per direct af te ronden. Aan het begin van het seizoen 2023/24 kwam Westerman de eerste twee duels in actie, waarna hij acht wedstrijden op rij niet in actie kwam. Hierop liet hij zijn contract bij DVS ontbinden.
Na een tijdje zonder club vond hij in DVC Dedemsvaart een nieuwe club, een voortzetting van de club waar hij in de jeugd had gespeeld. Westerman maakte in april 2025 bekend vanaf de zomer van dat jaar voor SV Urk te gaan voetballen.

## Clubstatistieken
| Seizoen | Club             | Competitie     | Competitie | Competitie | Beker | Beker | Internationaal | Internationaal | Totaal | Totaal |
| Seizoen | Club             | Competitie     | Wed.       | Dlp.       | Wed.  | Dlp.  | Wed.           | Dlp.           | Wed.   | Dlp.   |
| ------- | ---------------- | -------------- | ---------- | ---------- | ----- | ----- | -------------- | -------------- | ------ | ------ |
| 2019/20 | PEC Zwolle       | Eredivisie     | 4          | 0          | 1     | 0     | —              | —              | 5      | 0      |
| 2020/21 | PEC Zwolle       | Eredivisie     | 0          | 0          | 0     | 0     | —              | —              | 0      | 0      |
| 2021/22 | PEC Zwolle       | Eredivisie     | 0          | 0          | 0     | 0     | —              | —              | 0      | 0      |
| 2022/23 | IJsselmeervogels | Tweede divisie | 14         | 0          | 1     | 0     | —              | —              | 15     | 0      |
| 2022/23 | DVS '33          | Derde divisie  | 8          | 0          | 0     | 0     | —              | —              | 8      | 0      |
| 2023/24 | DVS '33          | Derde divisie  | 2          | 0          | 1     | 0     | —              | —              | 3      | 0      |
| Totaal  | Totaal           | Totaal         | 28         | 0          | 3     | 0     | 0              | 0              | 31     | 0      |

Bijgewerkt op 1 juli 2025.